# Trambaix
Pour le réseau de tramway dans le nord-est de Barcelone: voir Trambesòs
Trambaix est un réseau de tramway circulant dans le sud-ouest de Barcelone et la comarque du Baix Llobregat. Il comprend 3 lignes et 29 stations, ouvertes majoritairement en 2004.

## Lignes
Les trois lignes forment un tronc commun entre les stations Francesc Macià et Montesa, et l'intégralité de la ligne T1 est en correspondance avec la ligne T2.
| Ligne | Caractéristiques                                | Caractéristiques   | Caractéristiques                                           | Caractéristiques                                  | Caractéristiques                     | Caractéristiques | Image |
| --- | ----------------------------------------------- | ------------------ | ---------------------------------------------------------- | ------------------------------------------------- | ------------------------------------ | ---------------- | ----- |
| | Francesc Macià ↔ Bon Viatge                     |                    |                                                            |                                                   |                                      |                  |       |
| Ouverture 3 avril 2004 | Longueur / Temps de parcours 10,581 km / 33 min | Nombre d'arrêts 21 | Jours de fonctionnement L, Ma, Me, J, V (heures de pointe) | Fréquentation par jour ouvrable (mai 2008) 18 496 | Temps d'attente moyen 5 min à 10 min |                  |       |
| - Remarque : Le 11 janvier 2010, l'arrêt Sant Ramon change de nom et devient Ernest Lluch. |                                                 |                    |                                                            |                                                   |                                      |                  |       |
| | Francesc Macià ↔ Llevant — les Planes           |                    |                                                            |                                                   |                                      |                  |       |
| Ouverture 3 avril 2004 | Longueur / Temps de parcours 11,759 km / 37 min | Nombre d'arrêts 24 | Jours de fonctionnement L, Ma, Me, J, V, S, D              | Fréquentation par jour ouvrable (mai 2008) 21 625 | Temps d'attente moyen 15 min         |                  |       |
| - Remarque : Le 11 janvier 2010, l'arrêt Sant Martí de l'Erm change de nom et devient Llevant - les Planes. Un autre changement de nom est opéré à la station Sant Ramon, qui devient Ernest Lluch. |                                                 |                    |                                                            |                                                   |                                      |                  |       |
| | Francesc Macià ↔ Sant Feliu \| Consell Comarcal |                    |                                                            |                                                   |                                      |                  |       |
| Ouverture Inaugurations des extensions 29 mai 2004 5 janvier 2006 21 avril 2007 | Longueur / Temps de parcours 10,840 km / 32 min | Nombre d'arrêts 20 | Jours de fonctionnement L, Ma, Me, J, V, S, D              | Fréquentation par jour ouvrable (mai 2008) 15 641 | Temps d'attente moyen 15 min         |                  |       |
| - Remarques : Lors de son ouverture, la ligne assurait le parcours Francesc Macià ↔ Sant Martí de l'Erm, avec un parcours rapide entre Montesa et Sant Martí de l'Erm. Puis elle fut prolongée de 2,2 km vers la station Consell Comarcal. Le dernier prolongement, long de 600 mètres permet la création du terminus actuel, Sant Feliu \| Consell Comarcal. Alors que le nom de cette station était Torreblanca dans le projet, c'est l'ancien terminus sud, qui a récupéré cette dénomination. Enfin, le 11 janvier 2010, l'arrêt Sant Martí de l'Erm change de nom et devient Hospital Sant Joan Despí \| TV3. Un autre changement de nom est opéré à la station Sant Ramon, qui devient Ernest Lluch. |                                                 |                    |                                                            |                                                   |                                      |                  |       |

## Matériel roulant

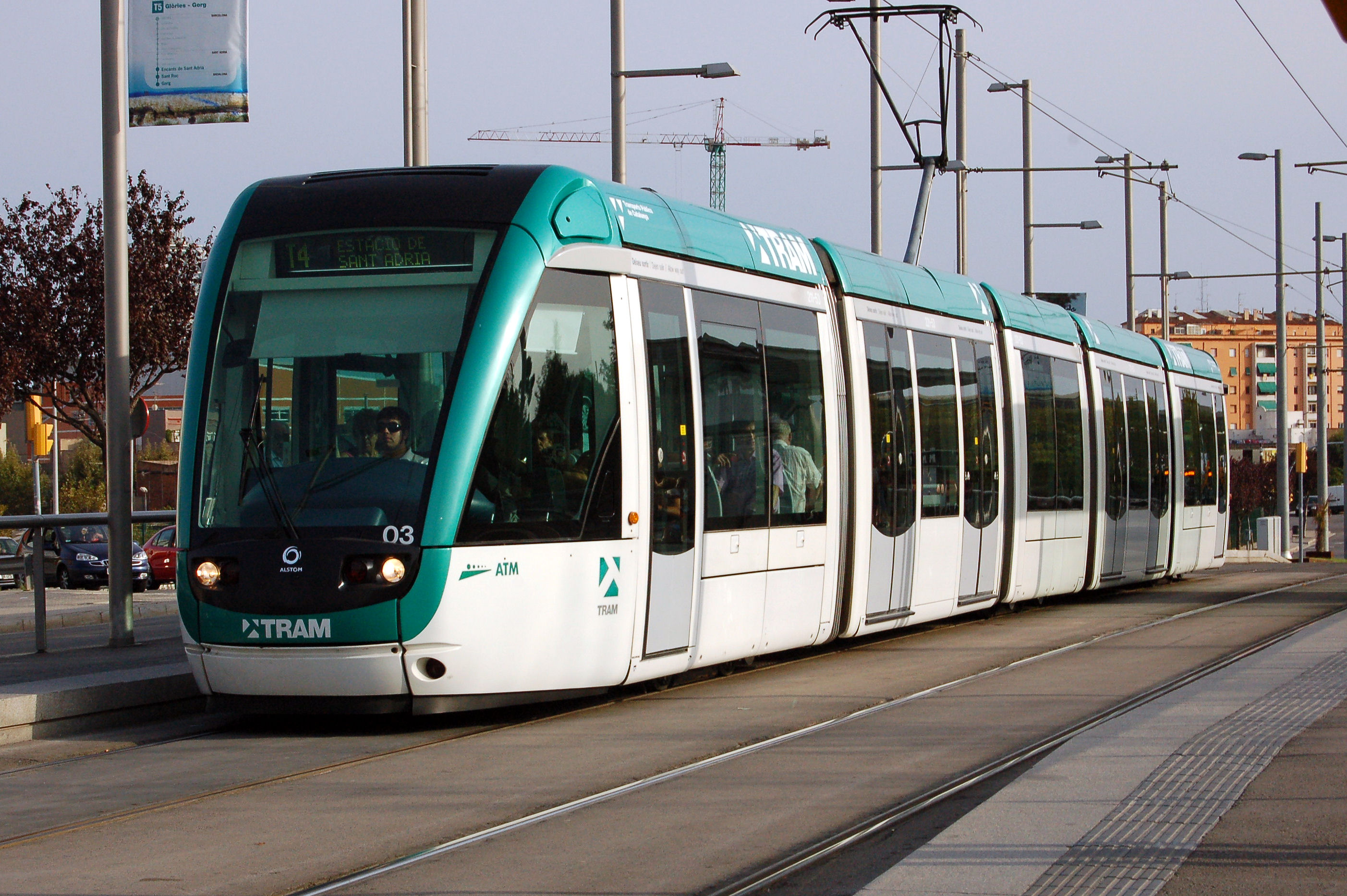
Rame Citadis 302

23 rames Citadis 302 du constructeur français Alstom configurées en 5 caisses et à plancher plat intégral constituent le matériel roulant de ce réseau (ainsi que Trambesòs). Ces rames de 32,7m et 2,65 m peuvent transporter 218 voyageurs dont 72 places assises.

## Projet de connexion avec Trambesòs
En décembre 2020, la maire de Barcelone Ada Colau annonce être parvenu à un accord au sein du conseil municipal pour engager la connexion entre Trambaix et le réseau Trambesòs. Le projet, prévu pour se dérouler en deux phases, doit voir la création de six stations le long de l'avenue Diagonale, qui serait totalement reconfigurée. La première phase, comprenant le réaménagement de la station Gloriès de Trambesòs et la construction de trois stations, est programmée pour s'achever dans la deuxième moitié de 2023.
Le projet de connexion, qui prévoit un investissement total de 117 millions d'euros — dont 56 dédiés à la requalification de l'espace public de l'avenue Diagonale — et repose sur une convention entre la Ville de Barcelone et l'Autorité du transport métropolitain en qualité de maître d'œuvre, est adopté par le conseil municipal le 23 décembre par 28 voix sur 41.
Les travaux de prolongement entre la station Glòries du Trambesòs et le passeig de Sant Joan, au niveau de la station Verdaguer, commencent en mars 2022. Au mois de juillet suivant, le conseil municipal lance la procédure d'appel d'offres pour la réalisation de la deuxième phase qui doit permettre une mise en service en 2026.